# Димитър Косев (историк)
Вижте пояснителната страница за други личности с името Димитър Косев.
Димитър Константинов Косев е български историк, академик, ректор на Софийския университет в периода 1962 – 1968 г.

## Биография
Роден е на 5 януари 1904 г. в карнобатското село Грозден. Следва история в Софийския университет, а от 1945 г. е асистент в университета. През 1947 г. става доцент, а три години по-късно и професор.
От 1951 г. е член-кореспондент на БАН и 10 години по-късно става академик към БАН.
Между 1962 и 1968 г. е ректор на Софийския университет.
Лекциите му са свързани с Нова българска история, Българско национално-революционно движение през втората половина на 19 в., Възраждане, Проблеми на революционното антифашистко движение, Националноосвободително движение през Възраждането.
В периода 1950 – 1962 г. застава начело на Института по история към БАН. През 1969 г. му е присъдено званието „Герой на социалистическия труд“.
Умира на 15 октомври 1996 година в София.

## За него
- Димитър Митев, „Академик Димитър Косев и развитието на българската историческа наука през 60-те години на ХХ век“. – В: Исторически преглед, 2014, кн. 1 – 2, стр. 64 – 69.